# Assassinato de Marcos Kitano
Caso Marcos Kitano ou caso Yoki, se refere ao homicídio do empresário nipo-brasileiro Marcos Kitano Matsunaga, que ocorreu em 19 de maio de 2012, quando então diretor executivo da empresa alimentícia Yoki, aos 42 anos de idade. O crime foi cometido por sua esposa, Elize Araújo Kitano Matsunaga, quando tinha 30 anos, que confessou tê-lo assassinado com um tiro na cabeça de pistola .380 e esquartejado o seu corpo. A motivação do crime teria sido, segundo ela, a descoberta de uma relação extraconjugal de seu marido.
Segundo Elize, somente ela teria sido responsável pelo crime, descartando a participação de outra pessoa. O caso foi encerrado na madrugada de 5 de dezembro de 2016, quando o juiz Adilson Paukoski proferiu a sentença que a condenou a 19 anos, 11 meses e 1 dia de reclusão. Elize foi condenada pelo crime de Homicídio qualificado, previsto nas hipóteses do art. 121, §2º do Código Penal Brasileiro. O caso foi listado pelo portal Brasil Online (BOL) ao lado de "22 crimes que chocaram o Brasil."

## Autora e vítima

### Elize Matsunaga
Elize Araújo Giacomini (na época do crime Elize Araújo Kitano Matsunaga; Chopinzinho, 29 de novembro de 1981), autora confessa do crime, nasceu em uma família pobre numa cidade de pouco mais de 20 mil habitantes no interior do Paraná. Criada pela mãe solteira empregada doméstica, passou a infância na cidade e estudou em colégios públicos, onde era tida como boa aluna e não teve problemas de comportamento. Aos 18 anos, Elize se mudou para Curitiba, a 400 quilômetros da sua cidade natal, onde foi  fazer um curso técnico de enfermagem e passou a trabalhar em um hospital. Pouco tempo depois, mudou-se para a cidade de São Paulo, onde tornou-se uma prostituta, oferecendo seus serviços por um site de relacionamentos. Foi dessa forma que Elize conheceu Marcos Kitano, enquanto ele ainda era casado. Elize é bacharel em direito.

### Marcos Kitano
Marcos Kitano Matsunaga (São Paulo, 1 de outubro de 1970 – São Paulo, 20 de maio de 2012), a vítima do crime, passou sua infância no bairro de Parque Continental e estudou nos melhores colégios da região, concluindo seus estudos normais em 1988 no colégio Santa Cruz. Depois disso, Marcos foi estudar Administração na FGV. Sua família, que é herdeira da empresa alimentícia Yoki, fundada na década de 1960 pelo avô de Marcos, Yoshizo Kitano, a empresa foi passada para Marcos o controle da empresa depois dele terminar os seus estudos. Alguns anos depois disso, e já casado, ele conheceu Elize por um site de relacionamentos.

## Relacionamento

### Encontro e brigas
Marcos conheceu Elize em 2004 por um site de relacionamentos em que ela se oferecia como prostituta. Teria chamado a atenção do diretor executivo da Yoki que, mesmo sendo casado, manteve encontros com a mulher. Elize viveu como amante do executivo por três anos, sem que a mulher de Marcos desconfiasse do caso. Ele resolveu se separar da sua esposa para se casar com Elize em outubro de 2009. A festa de casamento de Marcos e Elize teve cerca de 300 convidados e aconteceu no civil e no religioso, na Igreja Anglicana. Segundo depoimentos de familiares e conhecidos aos investigadores, o casal tinha empatia e não teve brigas até meados de 2010. O relacionamento passou a ficar conturbado quando Elize desconfiou estar sendo traída por Marcos. Segundo ex-funcionários do apartamento, desde esse período as brigas entre o casal se tornaram constantes. Em um dos relatos, um empregado disse que Elize obrigou Marcos a demitir uma secretária depois de desconfiar que ambos estariam tendo um caso. Tempos depois, Elize encontrou mensagens trocadas entre Marcos e uma outra mulher que tornaram mais fortes as suas desconfianças para com o marido. No final de 2010, Elize engravidou e depois do nascimento da filha do casal, as brigas foram amenizadas. A mulher voltou a desconfiar da fidelidade do marido nos últimos meses antes do crime, quando reclamava da apatia de Marcos e da falta de relacionamento entre os dois.

### Descoberta da traição
Em maio de 2012, Elize resolveu contratar um detetive particular para descobrir se Marcos a estava traindo após descobrir uma troca de e-mails com uma
acompanhante do site Escorts Vogue, onde Elize costumava anunciar seus próprios serviços até se casar com Matsunaga. Elize confirmou com outras amigas do site que o marido continuava encontrando acompanhantes. Nesse meio tempo, viajou para sua cidade natal no Paraná enquanto recebia as informações do detetive. Na mesma noite em que partira, no dia 17 de maio de 2012, Marcos encontrou-se com sua amante no hotel Mercure da Vila Olímpia, em São Paulo. Os dois teriam ido jantar juntos no restaurante Alucci Alucci e em seguida retornado ao hotel. O detetive fez imagens das cenas e as enviou para Elize, que voltou para São Paulo no dia 19 de maio, quando cometeu o crime. Nas semanas que antecederam o assassinato, houve uma verdadeira troca de espionagem, pois Marcos acusava a esposa de ter voltado a se prostituir e manter um outro amante com seu dinheiro após descobrir fotos falsas que ela usava em outro site de acompanhantes, onde Elize se passava por Juliana ou Marielly.

### Caça desportiva
Elize e Marcos possuíam o Certificado de Registro do Exército Brasileiro para colecionar armas e também para atirar e caçar com elas. Em outras palavras, eles se enquadravam na modalidade CAC (Colecionadores, Atiradores e Caçadores) que dá o direito à posse das armas. Fotos do casal revelaram que os dois participavam de caçadas. Numa das imagens Elize e Marcos posam sorridentes diante de um animal abatido. Numa das matérias de TV, o cabeleireiro de Elize diz que ela gostava de mostrar seus troféus (cabeça dos animais mortos) na parede da casa.

## O crime
As imagens de câmeras de segurança existentes no edifício ajudaram a polícia a desvendar o crime. No sábado, dia 19, por volta das 18h30min, o casal chega ao prédio acompanhado de sua filha, então com um ano de idade, e da babá, que é dispensada instantes depois. Passada uma hora, por volta das 19h30min, o CEO da Yoki desce até o térreo para buscar uma pizza. Ele aparece nas imagens falando ao celular, com seu pai segundo a polícia. Essas são as últimas imagens do empresário vivo. No dia seguinte, domingo, às 5h, outra babá chega ao prédio. Elize desce por volta das 11h30min levando três mochilas onde estaria o corpo do marido esquartejado. A mulher do executivo volta cerca de 12 horas depois, dessa vez, sem as mochilas.
Durante o trajeto para abandonar o corpo, a mulher foi parada pela Polícia Rodoviária Federal por estar com a documentação irregular. O corpo de Marcos se encontrava dentro das mochilas, que estavam no porta-malas do carro e não foram revistadas pelos agentes. Elize se encontrava na região de Capão Bonito, São Paulo, quando foi multada, e seguia em direção ao Paraná, porém, mudou de trajetória voltando em direção a São Paulo. O corpo de Kitano foi encontrado dentro de sacos plásticos em Cotia, na Grande São Paulo. Com informações da operadora de celular de Elize, foi possível saber que ela esteve nesse mesmo lugar, fazendo um percurso de 40 km para abandonar o corpo.

## Resultado

### Prisão preventiva
Logo que o caso veio a público com o encontro e identificação dos restos mortais de Marcos Kitano, Elize confessou ser a autora do crime. Foi presa pela Polícia de São Paulo em 4 de junho de 2012. O advogado de Elize solicitou a revogação da prisão temporária um dia depois, pedido que foi negado pelo juiz da Vara Criminal de Cotia. A prisão temporária venceria em 21 de junho, porém, o Ministério Público solicitou prisão preventiva de Elize até o julgamento do caso. Para o promotor José Carlos Cosenzo, o caso da mulher "se ajusta rigorosamente àquilo que é a prisão preventiva".

### Filha do casal
Quando do ocorrido, a filha do casal Matsunaga tinha um ano de idade. Provisoriamente, a criança ficou sob a tutela da tia de Elize. Segundo as duas famílias, uma disputa judicial pela guarda da filha, órfã de pai e com a mãe detida, está descartada. A família de Elize disse, por meio de seu advogado, que não pretende pedir a guarda da criança. O representante da família do executivo, Matsunaga, também disse considerar desnecessária a disputa. Segundo as duas famílias, houve concordância de que a criança estaria bem assistida com a tia de Elize.

### Condenação
Sendo um dos mais longos julgamentos da Justiça de São Paulo, com duração de sete dias, o júri condenou Elize Matsunaga, em 5 de dezembro de 2016, a 19 anos, 11 meses e 1 dia de prisão em regime fechado, devido ao homicídio, à destruição e ocultação de cadáver de seu marido.